# 医学・心理学に関する都市伝説
医学・心理学に関する都市伝説（いがく・しんりがくにかんするとしでんせつ）では、一般に流布している医学・心理学に関連する都市伝説。

## 生物学
5秒ルール
地面に落下した食べ物に雑菌が付着するまで5秒かかるので、それ以内にひろいあげれば害なく食べられる、というもの。時間は3 - 15秒まで諸説ある。
2004年、この「理論」の妥当性の研究に対してイグノーベル賞が贈られた。

膝の皿のフジツボ
ある男性が海水浴にきていて足を滑らし岩場で転んでしまった。そこの岩場にはびっしりフジツボが付着していて、そのフジツボで膝を切るケガをしてしまう。この時はケガが酷くなかったので絆創膏を貼っただけで家に帰った。しかし一週間ほど経つと膝が痛みだし、時間が経つほどに痛みが酷くなってきた。病院に行って膝をレントゲンで撮影すると、膝の皿の裏にフジツボがびっしり繁殖していた。
この話は1980年代前半に日本各地に広まったもので、漫画『P.S. 元気です、俊平』の第84話でも登場人物が友人の体験した話として語っている。人体の塩分濃度が海水に近くフジツボの繁殖に適していると解説がつくこともあるが、実際は人体の塩分濃度(0.9%)と海水(3.5%)は大きく異なる。
2013年8月、米カリフォルニア州に住む4歳児の膝の皮膚内で、巻き貝が育っていたという事例をCNN系列局のKCALが報じている。海岸で転んでケガをした際に巻き貝の卵が入って孵化（ふか）したとされている。

舌からゴキブリ
切手を舐めた際、誤って切ってしまった舌が腫れてきたので病院で調べたところ、切手に付着していたゴキブリの卵が入り込み、舌の中で成長していた、というもの。
活きのいいマムシ酒
マムシ酒を飲もうと一升瓶の蓋を開けたところ、マムシが飛び出してきて咬み付き、その人は死んでしまった、というもの。
マムシ酒を作る際、排泄物を出し切る為に一か月ほど絶食させてから焼酎に漬けるが、大抵の場合はその後しばらくは生きている事象から生まれた話と思われる。

## 医学・心理学
血液型性格分類
血液型性格分類の性格判断が行われているのは日本及び韓国・台湾だけで、それらも日本の影響という説が有力。これら諸国では各血液型の割合がバラついているのも原因である（特定血液型の割合が偏っている国や民族では、同時に特定の性格の人間が偏っていることになり、個人の性格分析として成り立たない）。
民族学的見地を絡め、血液型と性格の関係を医学的に検証しようという研究もあるが、完全に証明されるには至っていない。
メンソールタバコを吸うと勃起不全になる
メンソールタバコを吸うと勃起不全になるというもの。米国都市伝説の研究書『消えたヒッチハイカー』に黒人社会発の噂として収録されている。当時、黒人にメンソール煙草の愛用者が多かった為、広まったもの。
白人による黒人断種政策の一環だとする陰謀論として語られる場合もあり、日本では、同様に「米国が日本民族の弱体化を目的に仕掛けた」とされるが、メンソール煙草は世界各国（無論米国でも）で販売されている。
喫煙による害の一つとして勃起不全が上げられるが、メンソールに限らずどの煙草でも同じである。
ブルーベリーは目によい
ブルーベリーに含まれるアントシアニンが目によい影響を与え視力回復に繋がるというもの。実際には、臨床試験においてそのような効果は確認できていない。
焦げと発癌性
動物性たんぱく質の焦げた部分には発癌性物質が含まれている為、食べすぎると癌になってしまう、というもの。魚類や肉類の加熱によってアミノ酸から生ずる発癌性物質としてヘテロサイクリックアミンが同定されているほか、炭水化物を含む食品を高温加熱することで生じるアクリルアミドに関しても発癌性が指摘されているが、いずれもヒトに対する摂取量との相関性については未詳であり、極めて多量に摂取しないかぎりただちに健康被害につながるものではないとされている。
ただし、動物実験の結果などから発癌性への懸念がぬぐえるものではないともされており、摂取量を減らすことが望ましいとされる。
黄色い救急車
頭のおかしい人の所には黄色い救急車が来て病院に連れて行かれる、というもの。また連行時は職員2人が両脇から抱えることとされる。職員をさして“自分はおかしくない。おかしいのはこいつらだ”と言い張るため患者と職員とを区別するため患者を真ん中にするとされる。
白髪は抜くと増える
白髪の主な原因として、加齢や遺伝、病気、栄養不足、ストレスなどにより毛髪に色素を供給するメラノサイトの働きが弱くなるためと考えられており、抜くことで増えるとする医学的な根拠はない。むしろ、「抜くから増える」のではなく抜きたくなるほどに白髪が増え始め気になりだしたと考えるのが妥当である。
ただし、毛髪を抜くこと自体は毛根や頭皮にダメージを与え悪影響を及ぼす可能性があることから、白髪が気になる場合ははさみでのカットや染髪することが推奨される。
骨折した箇所が治癒した場合、骨は以前より強くなる
骨折した部位が、治る過程で一時的に太くなることがあるため、これが誤認された模様。実際には、リモデリング（人体の自然な再構成）により、以前と同様の太さに戻る。
炭酸飲料を飲むと骨が溶ける
炭酸飲料は飲むと骨を溶かすため、特にスポーツ選手には良くないというもの。コーラに関して言われることが多い。その根拠として炭酸の酸性があげられるが、直接に長時間浸されるわけではないのでその影響はほとんどなく、そもそも、体内にはより強い酸である胃酸が存在する。
実際に考えられる骨への影響としては、炭酸飲料に含まれる糖類やリン酸によるカルシウムの吸収の阻害であるが、いずれも他の食品にも含まれるものであり、炭酸飲料に限った話ではない。
一方、天然炭酸水が多く湧出するヨーロッパでは、血行の促進や乳酸の排出、整腸作用などの効能が知られており、スポーツ団体でも公式飲料水に指定するなど積極的に活用されている。
女性にAEDを使うと社会的信用を失う可能性がある
女性に対してAEDを使用すると、肌を露出させたことなどを理由に強制わいせつやセクハラで訴えられ、社会的信用を失う可能性があるというもの。この話は、2017年12月にTwitter上で「社内アンケートで多くの女性社員が男性にAEDを使用された場合、セクハラで訴えると答えた」という投稿が発端となり、短期間で拡散されたが、その後投稿者は虚偽であったことを認めて謝罪している。2025年現在も、AEDに関するニュースがあるたびにこの話題が繰り返し取り上げられている。
しかし、公的機関や報道機関が確認した範囲では、AED使用を理由とする刑事・民事訴訟の判例は存在しない。警察庁も、AED使用による被害届の受理について「把握していない」と回答している。傷病者の衣服を切ったりはだけさせたりする行為は、器物損壊罪や強制わいせつ罪（意識不明の場合は準強制わいせつ罪）の構成要件に形式的には該当しうるが、救命目的でやむを得ず行った場合は違法性が阻却され、罪に問われることはない。専門家や公的機関も「ためらわずにAEDを使うべき」と呼びかけている。
また、「噂話やSNSで拡散されて社会的信用を失う」という話も、実際に報道や公的機関が取り扱った事例は確認されておらず、根拠に乏しい。むしろ、無断で救命行為を撮影・拡散した場合には、撮影者側が盗撮等の罪に問われる可能性がある。

### ○○すると死ぬ
金粉で窒息
全身に金粉などを塗ったまま長時間経つと、皮膚呼吸が阻害され死に至る、というもの。「1時間が限界」と科学的根拠があるかのように語られる場合も。
映画『007 ゴールドフィンガー』において裏切り者に金粉を塗り殺害するシーンがあり、これもこの噂を根強いものとした要因の一つとされる。なお、同映画のスタッフはこの噂を信じており、このシーンの撮影時には医療スタッフを立ち会わせた。
実際に皮膚から摂取される酸素は、総呼吸量の1%にも満たない。
扇風機をつけたまま寝ると死ぬ
徐々に体温が奪われ、低体温症になり無意識のまま死亡（凍死）する、というもの。健常者であれば体のさまざまな防衛機能が働くことから、多少健康を害することはあっても死にまで至る可能性は極めて低い。ただし、病気や泥酔状態など防衛機能の低下した状態では死につながる可能性は十分考えられる。脱水症状などを起こしやすくなるケースもみられる。

### 事故
死を招くネックレス
青白い宝石のついたネックレスをプレゼントされた少女は、とても喜びずっと身に着けていた。数日後、体調を崩した少女を友人が見舞いに行くと、ネックレスの周りの皮膚が赤く腫れ上がっている。友人は心配するが、少女は金属アレルギーかもしれないが、大事なものだから離したくないと言う。間もなく少女は死んでしまい、そのネックレスが気になっていた友人が詳しく調べたところ、宝石に見えたそれはウランの結晶であった、というもの。SF作家レイ・ブラッドベリの小説『火星年代記』の中に、類似のエピソードが存在する。
ウランではないものの 青白く光る放射性物質を身につけ被曝した事例は実在する（1987年にブラジルの廃病院に放置されていた放射線治療装置を解体し、線源のセシウム137を「光る粉」として体に塗ったり飲んだりした住民250名が被曝、4人が死亡したゴイアニア被曝事故）。また1962年メキシコで、前の居住者が遺棄したコバルト60に子供が接触、父親以外の一家全員が死亡するという事故も起きた。青白く光る物ではないが日本でも1971年に千葉県の造船所で作業員が非破壊検査装置の線源である棒状の放射性イリジウムを拾って自宅に持ち帰り、数名が被曝するという事故があった。
頭部が破裂
ツーリング中に転倒した友人のフルフェイスヘルメットを急いで外したところ、外傷は無く安心するが、その直後、ライダーの頭部がみるみる変形し最後には破裂してしまう。衝撃を受けた頭部がヘルメットによって辛うじて形を保っていたのだ、というもの。
消えた赤ちゃん
とある車が横転し、そのまま何十メートルも滑る事故が起こった。車に乗っていたのは若い夫婦で、意識を一時的に失うものの、すぐに回復した。彼らは「赤ちゃんを一緒に乗せていた」と言う。しかし、現場からは赤ちゃんの遺体すら見つからない。やがて警察の入念な捜査により赤ちゃんが消えた真実が判明する。車が赤ちゃんを挟んだ状態で走行し、引きずられた赤ちゃんが、擦り切れてミンチ状になっていたため、赤ちゃんが消えたと誤認されていたというもの。
ウエルダン内臓
日焼けサロン好きの人が体調を崩し、医者の診察を受けたところ「あなたの内臓は焼け爛れています。治療はできません。一度焼いたステーキ肉を生肉に戻すことができますか？」と言われた、というもの。この程度の紫外線が内臓まで到達するはずがなく、仮に内臓がこのような状態になるのであれば紫外線を直接受けている皮膚はもっと酷い状態になり体調を崩した程度では済まない。
角膜融合
溶接作業者の目に火花が入った結果、角膜とコンタクトレンズが溶接されてしまい、レンズを外そうとしたら角膜も一緒に剥がれてしまった、というもの。このようなことはあり得ないが、中国では1年間装着し続けて眼球に食い込んだレンズを手術で除去した事例がある。
見るなよ
轢死体の首が、野次馬に対して「こっち見るなよ」と言った、というもの。声は肺からの空気で声帯を振動させて出す為、首だけになった人間がしゃべることは不可能。
ギロチンによって切断された頭部が、何かを語りかけるように口をパクパクさせたという伝承もあるが、斬首の瞬間の急激な血圧変化の為、意識を失うというのが医学的通説である。
バリエーションとして「駅のホームに飛び込んできた轢死体の首が○○回瞬きをした」というものもある。
耳から白い糸
耳に開けたピアスの穴から白い糸が出てきたので引っ張ったところ、突然眼球が裏返しになり、失明してしまった、というもの。
人間シチュー
入浴中に急死した人が、発見された時には煮込まれてシチューのようになっていた、というもの。実際、入浴中に急死するケースは多く、かなり崩れた状態で遺体が発見される例も少なくない。
爆乳
豊胸の為に封入したシリコンが、飛行機の離陸の際に生じる気圧差で膨張し、胸が破裂する、というもの。同様に「戦闘機パイロットの虫歯が破裂する」と語られることもある。新谷かおるの漫画『ファントム無頼』にこの話が出てくる。
シリコンバッグの品質や劣化によっては破損する可能性があり、2009年に豊胸手術をしたロシア人女性の胸に詰めたシリコンバッグが、飛行機内の気圧変化により破裂するという事故が起きた。
黒いキューピー人形
女手ひとつで赤ちゃんを育てていた母親が一人で外出した際、不幸にも事故死し、身元不明の無縁仏とされてしまう。
数カ月後、家賃督促の為、部屋を訪れた大家が見つけたものは黒いキューピー人形。だがよく見るとそれは、ハエやゴキブリがたかり黒く見えた、変わり果てた赤ちゃんの姿だった。

## 性
打ち止め
射精時、陰茎(ペニス)から赤い玉が出たら、その人の生殖機能は限界に達した、というもの。
このうわさは聖飢魔IIの楽曲『赤い玉の伝説』、安部譲二原作・岸山直作画のマンガ『赤い弾丸』、北崎拓の漫画『クピドの悪戯 虹玉』などのモチーフになり、私屋カヲルの漫画『青春ビンタ！』でもネタにされた。
昔のパチンコ店は現在のように天井から自動的に玉を配給するシステムでは無く、出玉を台に内蔵させていたため、球の予定数終了が近付くと目印に赤い玉が排出された。これを「打ち止め」と称していたことが元ネタとされる。
弾丸で妊娠
銃から放たれた弾丸が男性の陰嚢を射貫いた後さらに飛んでいって女性の子宮に飛びこんだところ、弾丸に付着した男性の精液で女性が妊娠したというもの。
都市伝説の研究者であるジャン・ハロルド・ブルンヴァンは彼の著書の読者から、信頼できる雑誌「アメリカン・ヘリティッジ」にこの都市伝説が事実として載っていたという報告を受けたが、彼がその雑誌を調べたところ、そこに載っていた話は、『医学の異常と珍奇』という興味本意の書籍に載っていた話の焼き直しに過ぎなかった。『医学の異常と珍奇』にはこの話の出典となる医学雑誌が載っていたが、ブルンヴァンが調べたところ、その雑誌の該当する号にはその話は載っていなかった。
重なって救急車
性交中、膣痙攣のため、男性の局部が抜けなくなり、ふたり重なったまま病院へ搬送される、というもの。有名人や、身近な人物の話や身近にある中学校のトイレやあき教室でおきた事件として流布される（＊中事件）。ナディン・ゴーディマーの作品中にもそのような記述がある。
男性の局部が抜けなくなった報告例がアメリカで一件だけあったが後に創作と判明。1971年ヴァンダービルト大学病院のボンジュラントとカパナーリが『フィラデルフィア医学ニュース』で嘘を暴露（ブルンヴァンの都市伝説シリーズより）。
教授からの三つの忠告
ある大学の講義で教授の話を聞かずにしゃべっていた女子学生に教授がこんな質問をする。「人の器官のうち、ある条件下で大きさが六倍になるのはどこでしょうか?また、六倍になる条件は？」指名された女子学生が顔を赤くして「これはセクハラです。後で大学に報告します」と答えると、教授はこう返した。「正解は瞳孔です。あなたに三つの忠告があります。まず、講義を真面目に聞きなさい。二つ目は、あなたの心は汚れています。最後に、本当に六倍になると思っているなら、あなたはきっと、がっかりする日が来るでしょう」。
人間の瞳孔は明所では小さくなり、暗所では大きくなる。しかし、瞳孔径は2-8mm程度の間で変化するものの、直径で言えば6倍は過大であり、面積比で言えば過小であるため、あまり正確な数値とは言えない。なお、成人の陰茎を平常時と勃起時で比較した場合、長さの変化は一般的に2倍以内である。

## 脚註
1. ↑  第25回 「3秒ルール」の真偽のほどは？（2/2）web R25 身体にまつわる都市伝説 2010年11月22日
2. ↑  木原浩勝・岡島正晃・市ヶ谷ハジメ『都市の穴』双葉社〈双葉文庫〉、2003年、41頁。
3. ↑  「ウワサの検証ファイル1」特命リサーチ200X 2003年11月23日（2006年9月7日のインターネットアーカイブ）
4. ↑  宇佐和通 『THE都市伝説』 新紀元社、2004年、110頁。
5. ↑  宇佐和通と都市伝説研究会『都市伝説の教科書』リイド社、2017年、129頁。
6. ↑  4歳児の皮膚の下で巻き貝が孵化？ 米カリフォルニア州CNN.co.jp 2013年8月20日
7. ↑  木原浩勝・岡島正晃・市ヶ谷ハジメ『都市の穴』双葉社〈双葉文庫〉、2003年、16-17頁。
8. ↑  宇佐和通 『THE都市伝説』 新紀元社、2004年、114-115頁。
9. ↑  木原浩勝・岡島正晃・市ヶ谷ハジメ『都市の穴』双葉社〈双葉文庫〉、2003年、107頁。
10. ↑  “第45回 血液型で性格は本当に変わるのか？”. web R25 身体にまつわる都市伝説. (2011年5月2日). p. 2
11. ↑  木原浩勝、岡島正晃、市ヶ谷ハジメ『都市の穴』双葉社〈双葉文庫〉、2003年、101-103頁。
12. ↑  “第13回 ブルーベリーは疲れ目に効くってホント？”. web R25 身体にまつわる都市伝説. (2010年8月30日). p. 2
13. ↑  “ビルベリー”.   厚生労働省eJIM (2021年3月12日). 2024年3月17日閲覧。
14. ↑  “ブルーベリーエキス”.   疑似科学を科学的に考える Gijika.com (2019年12月10日). 2024年3月17日閲覧。
15. ↑  中村宜督『食品でひく 機能性成分の事典』女子栄養大学出版部、2022年7月28日、122-128頁。ISBN 978-4789509268。
16. ↑  “第26回 焦げた食べ物は健康に悪いの？”. web R25 身体にまつわる都市伝説. (2010年11月29日). p. 2
17. ↑  農林水産省　食品中のアクリルアミドに関する情報
18. ↑  食品中に含まれるヘテロサイクリックアミンの安全性評価情報に関する調査 内閣府食品安全委員会 2010年3月31日
19. ↑  加熱時に生じるアクリルアミドに関連する情報 内閣府食品安全委員会 2016年4月5日
20. ↑  宇佐和通『続 あなたの隣の「怖い噂」―都市伝説は進化する』学習研究社、2004年、94-95,98頁。
21. ↑  “第2回 白髪は抜くと増えるってホント？”. web R25 身体にまつわる都市伝説. (2010年6月14日). p. 2
22. ↑  “第1回 折れた骨は強くなるってホント？”. web R25 身体にまつわる都市伝説. (2010年6月7日). p. 2
23. ↑  木原浩勝、岡島正晃、市ヶ谷ハジメ『都市の穴』双葉社〈双葉文庫〉、2003年、98-100頁。
24. ↑  “『コーラと骨』社会調査・中間報告”. All About. (2007年8月1日)
25. ↑  マグネシウム - 素材情報データベース＜有効性情報＞（国立健康・栄養研究所）
26. 1 2  “嘘だった「AED使った男性をセクハラで...」 投稿主「問題提起のつもりだった」”.   J-CAST (2017年12月22日). 2017年12月23日閲覧。
27. ↑  島袋コウ (2017年12月31日). “広がった「AEDセクハラデマ」と、その裏で築かれる偏見”. 琉球新報Style.   琉球新報社. 2018年2月9日閲覧。
28. ↑  “AEDが使われなかった理由は…「抵抗なく使える社会に」考える家族”.  withnews (2025年3月7日). 2025年4月21日閲覧。
29. 1 2  “繰り返し拡散する「女性にAED使用で訴えられる」 警察や弁護士の解説による正しい知識で救命を【追記あり】”.  日本ファクトチェックセンター(JFC) (2025年2月20日). 2025年4月21日閲覧。
30. ↑  “「女性にAEDで被害届」放送、実は「10年ほど前の事案」　ABEMA釈明に疑問の声「認識がヤバないか？」”.   J-CASTニュース (2025年2月25日). 2025年4月21日閲覧。
31. ↑  “女性にAEDを使うと訴えられる？→「セクハラにはなりません」弁護士と医師が明快に否定　救命措置をめぐる「誤解とためらい」”.   まいどなニュース (2025年4月6日). 2025年4月21日閲覧。
32. 1 2  “男性が女性にAEDを使ったら「セクハラ」「罪」になる？　SNSに流布する“ウワサ”に法学者が回答”.   弁護士JP (2024年12月10日). 2025年4月21日閲覧。
33. ↑  “女性にAED ためらわないで”.   NHK (2019年5月31日). 2025年4月21日閲覧。
34. ↑  “【弁護士に聞いてみた】 AEDを使ってもし人が亡くなったら罪になりますか？”.   AEDコム (2025年3月19日). 2025年4月21日閲覧。
35. 1 2  「ウワサの検証ファイル」特命リサーチ200X 2003年12月7日（2006年6月20日のインターネットアーカイブ）
36. ↑  木原浩勝、岡島正晃、市ヶ谷ハジメ『都市の穴』双葉社〈双葉文庫〉、2003年、57-58頁。
37. ↑  宇佐和通『THE都市伝説NEXT』新紀元社、2005年、23頁。
38. ↑  松山ひろし『壁女-真夜中の都市伝説』イースト・プレス、2004年、29-31頁。
39. ↑  失敗百選 ~アイソトープの不始末で放射線被爆~
40. ↑  千葉市におけるイリジウムによる放射線被ばく事故 (09-03-02-11) - ATOMICA -
41. ↑  宇佐和通『THE都市伝説』新紀元社、2004年、52頁。
42. ↑  松山ひろし『3本足のリカちゃん人形―真夜中の都市伝説』イースト・プレス、2003年、188-190頁。
43. ↑  松山ひろし『3本足のリカちゃん人形―真夜中の都市伝説』イースト・プレス、2003年、186-187頁。
44. ↑  宇佐和通『THE都市伝説NEXT』新紀元社、2005年、112-129頁。
45. ↑  松山ひろし『3本足のリカちゃん人形―真夜中の都市伝説』イースト・プレス、2003年、139-141頁。
46. ↑  宇佐和通『続 あなたの隣の「怖い噂」―都市伝説は進化する』学習研究社、2004年、122-126頁。
47. ↑  松山ひろし『3本足のリカちゃん人形―真夜中の都市伝説』イースト・プレス、2003年、144-145頁。
48. ↑  Ananova - Man kept contact lenses in for a year
49. ↑  宇佐和通『THE都市伝説』新紀元社、2004年、48頁。
50. ↑  松山ひろし『3本足のリカちゃん人形―真夜中の都市伝説』イースト・プレス、2003年、193-195頁。
51. ↑  「ウワサの検証ファイル1」特命リサーチ200X2003年11月23日（2006年9月7日のインターネット・アーカイブ）
52. ↑  宇佐和通『THE都市伝説』新紀元社、2004年、63頁。
53. ↑  宇佐和通『THE都市伝説』新紀元社、2004年、126-129頁。
54. ↑  木原浩勝、岡島正晃、市ヶ谷ハジメ『都市の穴』双葉社〈双葉文庫〉、2003年、38-39頁。
55. ↑  宇佐和通『THE都市伝説』新紀元社、2004年、62-64頁。
56. ↑  松山ひろし『3本足のリカちゃん人形―真夜中の都市伝説』イースト・プレス、2003年、142-143頁。
57. ↑  “飛行機内で巨乳が爆発、豊胸手術が裏目に―ロシア人女性”. サーチナ. (2009年7月3日)
58. ↑  宇佐和通『THE都市伝説NEXT』新紀元社、2005年、26頁。
59. ↑  第12回 射精をしすぎると赤玉が出るってホント？（2/2）web R25 身体にまつわる都市伝説 2010年8月23日
60. ↑  木原浩勝・岡島正晃・市ヶ谷ハジメ『都市の穴』双葉社〈双葉文庫〉、2003年、167-169頁。
61. 1 2  ハロルド・ブルンヴァン『ドーベルマンには何があったの？』p185以降
62. ↑  ロルフ・ヴィルヘルム・ブレードニヒ 『悪魔のほくろ―ヨーロッパの現代伝説』 白水社、1992年、157-158頁。
63. ↑  木原浩勝・岡島正晃・市ヶ谷ハジメ『都市の穴』双葉社〈双葉文庫〉、2003年、160-161頁。
64. ↑  ジャン・ハロルド・ブルンヴァン『ドーベルマンには何があったの?』p193以降に類話が載っている。
65. ↑  松山ひろし『壁女-真夜中の都市伝説』イースト・プレス、2004年、195-196頁。